# Vladimir Jabotinsky
Pour les articles homonymes, voir Zeev.
Vladimir Ze'ev Jabotinsky (en russe : Владимир Евгеньевич Жаботинский, Vladimir Ievguéniévitch Jabotinski ;  en hébreu : זְאֵב זַ׳בּוֹטִינְסְקִי, Ze'ev Žabotinski), né le 18 octobre 1880 (30 octobre dans le calendrier grégorien) à Odessa, dans le gouvernement de Kherson de l'Empire russe (aujourd'hui en Ukraine) et mort le 4 août 1940, à Hunter, village de l'État de New York aux États-Unis, est le fondateur de la Légion juive combattant l'Empire ottoman aux côtés du Royaume-Uni durant la Première Guerre mondiale, et un leader du mouvement sioniste.
Il crée en 1925 le Parti révisionniste, principal parti sioniste qui réclame un État binational juif et arabe sur les deux rives du fleuve Jourdain, intégrant aussi la Transjordanie, actuelle Jordanie.
En opposition avec la gauche qui domine alors le mouvement sioniste, lui et son parti quittent l'Organisation sioniste mondiale en 1935.
Il sera le principal inspirateur politique de l'organisation combattante clandestine sioniste, l'Irgoun.

## Jeunesse
Odessa était l'un des principaux ports de l'Empire russe et un important foyer de la culture juive ashkénaze, décrite par Isaac Babel. Jabotinsky y reçoit un enseignement religieux durant son enfance, mais s'éloigne vite du judaïsme orthodoxe, qu'il considère insuffisamment critique.
Après des études de droit en Italie et en Suisse, il devient journaliste sous le nom de plume d'« Altalena », travaillant pour des journaux en langue russe, puis en yiddish, et plus tard en hébreu.
Il rejoint le mouvement sioniste peu après le pogrom de Kichinev en 1903. La même année, il est élu au 6e congrès sioniste. Il acquiert rapidement la réputation d'un brillant orateur, et s'impose comme un des leaders du mouvement. Il se met à l'hébreu moderne, et organise des unités destinées à répondre aux pogroms qui sévissent alors en Russie.
De ses études en Italie, Jabotinsky gardera une forte admiration pour le nationalisme italien du risorgimento (unité italienne). Parmi ses héros, on trouve donc Giuseppe Garibaldi, Giuseppe Giusti et le poète Giacomo Leopardi. Il exprime en revanche une forte antipathie pour les leaders charismatiques pratiquant le culte de la personnalité, dont Mussolini.

## La Première Guerre mondiale et la légion juive
Durant la Première Guerre mondiale, Jabotinsky considère que les Juifs doivent aider les Britanniques à s'emparer de la Palestine, alors territoire ottoman, dans l'espoir que le Royaume-Uni favorisera l'établissement d'un « foyer national juif » dans cette région. Il conçoit alors l'idée d'une force militaire juive, la Légion juive.
Celle-ci n'existera jamais officiellement. Début 1915, Jabotinsky et Joseph Trumpeldor parviennent à convaincre les Britanniques de former le corps des muletiers de Sion. Cette unité de 562 hommes se distingue à la bataille de Gallipoli, sous les ordres du lieutenant-colonel Patterson, avant d'être dissoute fin 1915.
Après une intense activité de Jabotinsky, les Britanniques acceptent en 1917 la formation de plusieurs unités juives : les 38e, 39e et 40e bataillons (dans lesquels se battra également David Ben Gourion). Jabotinsky obtient le grade de lieutenant.
Les unités juives ne seront engagées que quelques mois avant la fin de la guerre, à partir de la fin 1917. À cette date, une bonne partie de la Palestine est déjà tombée aux mains des Britanniques.
Jabotinsky lui-même se bat contre les Ottomans dans la vallée du Jourdain en 1918.
Entre décembre 1918 et décembre 1919, les Britanniques, reniant la déclaration Balfour de 1917, dissolvent ces unités (5 000 hommes à cette date), à la grande fureur de Jabotinsky, qui voulait en faire l'embryon d'une armée juive. En 1920, Jabotinsky reçoit une décoration pour son rôle pendant la guerre, décoration qu'il rend peu après.
Il fonde alors à Jérusalem un groupe d'autodéfense autour du club de sport des Maccabées. Celui-ci rassemble environ deux cents membres et interviendra lors des émeutes de Jérusalem début avril 1920 afin de défendre les Juifs des violences physiques commises à leur égard. À la suite de ces émeutes, Jabotinsky est condamné à quinze ans de prison. Sa peine est rapidement commuée à un an de prison, et il est emprisonné à la prison d'Acre,. Il est libéré le 8 juillet 1920, sur ordre du nouveau Haut-Commissaire, Herbert Samuel, à la suite de la prise de poste de celui-ci, le 30 juin 1920.

## La formation du parti sioniste révisionniste
En 1921, Jabotinsky est élu membre de la direction de l'Organisation sioniste mondiale (OSM), direction qu'il quittera en 1923, à la suite de divergences de vue profondes avec Chaim Weizmann, autre père du sionisme, et avec la gauche sioniste.
La divergence débuta par l'acceptation en 1923 par l'OSM du retrait de l'émirat de Transjordanie (actuelle Jordanie), des terres susceptibles d'accueillir l'immigration juive et le « foyer national juif de Palestine ». La gauche comme la droite avaient protesté contre cette interprétation de la déclaration Balfour, mais sous la pression britannique Chaim Weizmann avait fini par accepter et la ratifier.
Ce n'est cependant pas directement sur cette question que s'est faite la rupture de 1923, mais sur l'affaire Petlioura.

### L'affaire Petlioura (1921-1923)
L' ataman Simon Petlioura fut le chef du gouvernement indépendantiste ukrainien à partir de 1919 pendant la guerre civile russe. Sous le cri de guerre « mort aux Juifs et aux Bolchéviques », des unités indépendantistes participaient à des pogroms antisémites, dont le nombre de victimes est évalué par certains à 40 000 morts (elles ne furent pas les seules : toutes les forces participant dans la guerre civile, y compris les bolchéviques, furent impliquées dans les pogroms sanglants à caractère antisémite). Petlioura, qui condamnait les pogroms publiquement, ne parvint pas à les faire cesser. Les polémiques sur le nombre de morts, le rôle exact des armées ukrainiennes ou l'implication de Petlioura dans les actions de ses subordonnées ont été et restent aujourd'hui très vives. Mais au-delà de ces divergences quant à son rôle exact, Petlioura a été perçu dans les milieux juifs de l'époque comme un « ennemi des Juifs », et cette perception explique l'ampleur de la polémique contre Jabotinsky.
En août 1921, le gouvernement ukrainien en exil prit en effet contact avec ce dernier, sachant qu’il avait des sympathies pour la cause indépendantiste ukrainienne. Petlioura lui annonça une prochaine offensive contre le régime soviétique (prédécesseur de l’URSS) qui finalement n'eut pas lieu. Petlioura proposait à Jabotinsky la création d'une « gendarmerie juive » chargée de sécuriser les zones juives pendant la reconquête de l'Ukraine (sans se mêler aux combats), pour que fussent évités de nouveaux pogroms.
En septembre 1921, Jabotinsky signa un accord sans en référer à la direction de l'OSM, dont il était membre. Il le justifia par la volonté de protéger les Juifs contre de nouveaux massacres.
Le rejet de l'accord fut très large au sein de la diaspora. La gauche, mais pas seulement elle, accusa Jabotinsky de se lier par anticommunisme à un massacreur de Juifs.
Le 17 janvier 1923, le Comité d'action sioniste (l'exécutif élargi de l'OSM) décida la création d'une commission d'enquête, et demanda à auditionner Jabotinsky. Celui-ci refusa et démissionna de l'exécutif, accusant la gauche d'avoir cherché à le détruire.
Jusqu'à sa mort, Jabotinsky défendit avec vigueur cet accord.

### La «Muraille d'acier»
En novembre 1923, Jabotinsky publie un texte fondamental dans la structuration de sa pensée : la « Muraille d'acier ». Dans ce texte, Jabotinsky critique la démarche du courant sioniste majoritaire, et entend promouvoir une politique alternative en Palestine.
Le cœur de sa réflexion est la résistance arabe au sionisme, qui pour lui ne pourra que s'amplifier avec la colonisation juive. Il se demande quelle réponse le sionisme doit lui apporter : « Sur le plan émotionnel, j'éprouve à l'égard des Arabes les mêmes sentiments qu'envers les autres peuples : une indifférence polie. Sur un plan politique, [...] je considère qu'il est non seulement  techniquement impossible, mais absolument amoral d'expulser de quelque manière que ce soit les Arabes de Palestine, où devront toujours vivre ces deux peuples ».
Mais il ne faut pas se faire d'illusion : « les Arabes de Palestine n'accepteront jamais la transformation de la Palestine arabe en un pays à majorité juive. [...] Que le lecteur passe en revue tous les exemples de colonisation dans d'autres contrées. Il n'en trouvera pas un seul où elle se soit faite avec l'accord des indigènes ».
Jabotinsky se moque de ceux qui prendraient les Arabes pour des « imbéciles qu'on peut escroquer. [...] Ils sont aussi fins psychologues que nous. On peut leur raconter ce qu'on voudra, ils lisent aussi bien dans notre cœur que nous dans le leur ».
Ceux qui croient possible un accord avec les Arabes, croient que ceux-ci donneront leur pays aux Juifs en échange de la promesse de l'égalité et d'une amélioration de leur niveau de vie. Pour Jabotinsky, cette idée est ridicule, et ses partisans ont au fond un « mépris fondamental », bien que dissimulé, pour les Arabes. Ils ne voient finalement en eux qu'« une populace avide, disposée à vendre sa patrie pour une ligne de chemin de fer. [...] La Palestine n'en demeurerait pas moins aux yeux des Arabes palestiniens le centre et la base de leur existence nationale indépendante ».
Le sionisme devra donc s'imposer grâce à une « Muraille d'acier », une armée juive. On retrouve ici le thème de la légion juive, qui est au cœur de l'analyse politique de Jabotinsky.
Jabotinsky ne rejette pas la coopération avec le Royaume-Uni : il souhaite son aide pour ériger cette « Muraille d'acier ». Il ne rejette pas non plus un accord diplomatique avec les Arabes. On peut au contraire discuter avec eux « d'une garantie contre l'expulsion, et de l'égalité des droits. [...] Je crois et j'espère sincèrement que nous pourrons leur donner ces garanties [...] mais la muraille d'acier est le seul moyen d'y parvenir ». Il n'y aura un accord que lorsque le rapport de force sera clairement établi en faveur des sionistes : « autrement dit, le seul moyen d'obtenir un accord dans l'avenir, c'est de totalement renoncer à en obtenir un dans le présent ».
Vouloir bâtir un rapport de force sur le terrain n'est pas spécifique à Jabotinsky. Les meneurs sionistes de toute obédience perçoivent l'immigration juive et la Haganah comme les outils de ce rapport de force. La spécificité de Jabotinsky réside dans la brutalité avec laquelle il pose le problème, et dans son insistance sur le volet militaire du rapport de force à créer.

### Les suites de la rupture

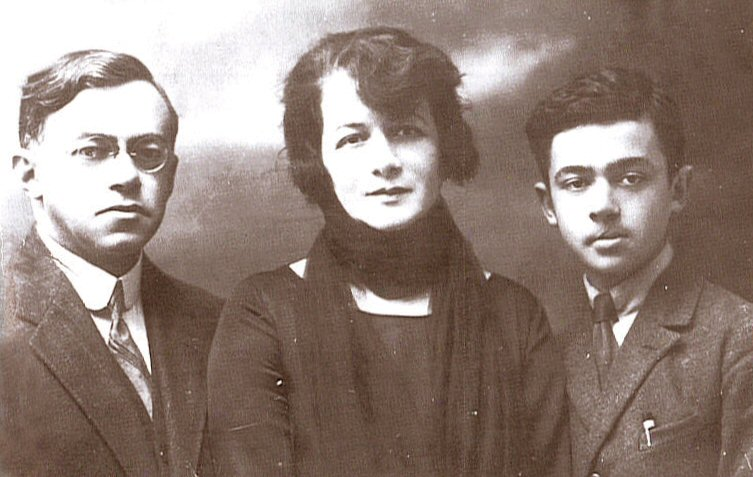
Jabotinsky (à gauche) et sa famille.

Après la rupture de 1923, Jabotinsky se retrouve le chef de la tendance la plus nationaliste au sein du sionisme, et la plus hostile à la gauche sioniste.
En 1925, il fonde formellement l'« Union mondiale des sionistes révisionnistes » au Café du Panthéon, dans le Quartier Latin, à Paris. L'organisation a son siège à Paris.
Le parti révisionniste va alors se positionner comme le représentant d'une droite nationaliste intransigeante. Il a pour idéologie :
- Un État juif s'étendant sur les deux rives du fleuve Jourdain, qui correspond à la Palestine mandataire de 1920-1922 (y compris la Jordanie actuelle).
- La défense du libéralisme économique face aux idées socialistes qui dominent à l’époque le Yichouv (communauté juive en Palestine)[10].
- La défense du libéralisme politique (démocratie). On note cependant que des courants d’extrême-droite minoritaires opèrent à la droite du parti. Voir le chapitre parti Révisionniste : La tentation Fasciste et les Birionim (1928-1933).

Le parti est lié à une organisation de jeunesse, le Betar (acronyme hébreu de l'expression « Ligue de Joseph Trumpeldor »), encore plus radicale. Le Betar se réclame de l'idéologie révisionniste, mais n'a pas à l'époque de lien institutionnel avec le parti. Il en est indépendant, et ne reconnaît que Jabotinsky comme guide (le Roch Betar). Le Betar reprend certaines formes des mouvements fascistes : uniforme, culte du chef, entraînement paramilitaire, mais sans adhérer officiellement au fascisme.
L'attitude de Jabotinsky vis-à-vis de Mussolini et du fascisme italien est globalement distante. Fin 1927, il écrit « la revanche du chef est une idée à la mode que je déteste absolument [...]. Passe encore qu'un personnage comme Mussolini enfourche un tel cheval. Du moins cet homme ne manque ni de grandeur ni de sens pratique, bien que je le supporte aussi peu que les autres ». Il fustige le 2 décembre 1928 « la tendance maladive qui existe dans nos rangs à exagérer l'importance du pouvoir et de l'ascendant personnels. »
L'objectif politique ultime des révisionnistes est l'établissement d'un État juif de part et d'autre du Jourdain, sur le modèle politique et économique du Royaume-Uni.

## Expulsion de Palestine
En 1928-1929, Jabotinsky se fixe en Palestine. En 1929, à la suite d'un déplacement à l'étranger, les autorités britanniques promulguent un décret lui interdisant le retour. Ce faisant, elles répondent à une demande arabe à l'encontre d'un homme perçu comme particulièrement radical.
En 1932, il est initié dans la franc-maçonnerie, mais il est radié quatre ans plus tard pour avoir « introduit des métaux dans le Temple » (voulu faire de la politique en loge).

## La scission de l'Organisation sioniste mondiale
En 1933, la gauche prend le contrôle de l'OSM, et les relations avec cette dernière se dégradent rapidement. Jabotinsky déteste la gauche et David Ben Gourion. Ce dernier le traitera d'ailleurs de « Vladimir Hitler », en l'accusant de sympathie fasciste, ce que Jabotinsky niera toujours absolument. Il fonde cependant à Civitavecchia en Italie, avec l'aval de Mussolini, la Betar Naval Academy dont la direction revient à Nicolas Fusco assisté par Jeremiah Halpern jusqu'en 1938.
De fait, des sympathisants fascistes proclamés opèrent bien sur l'aile droite du parti révisionniste (Brit Ha'birionim sous l'autorité de Abba Ahiméir, ou le poète Uri Zvi Greenberg). Tout en refusant de les suivre, Jabotinsky refuse aussi de rompre avec eux. En 1933, on verra même Abba Ahiméir approuver certains aspects du nazisme (en particulier « la pulpe anti-marxiste », selon son expression), par anti-communisme. Cette sortie provoque par contre la fureur de Jabotinsky, très inquiet devant la montée du national-socialisme.
En 1935, les révisionnistes de Jabotinsky quittent l'OSM, à cause du refus de cette dernière de revendiquer un État juif en Palestine (c'était bien l'objectif des partis de gauche et du centre, membres de l'OSM, mais à l'époque, ceux-ci considéraient que les bonnes relations avec les Britanniques impliquaient de ne pas demander plus qu'une zone autonome juive en Palestine : le « foyer national juif »). La scission est en fait la conséquence logique de la dégradation des relations avec la gauche qui contrôle l'OSM.
Après cette scission, Jabotinsky crée en 1935 la « Nouvelle Organisation Sioniste », qui se veut la rivale de l'OSM. Elle n'aura qu'une capacité très réduite à attirer des organisations au-delà des cercles révisionnistes.

## Jabotinsky et la violence anti-arabe
Fin 1935, c'est le début de la Grande révolte arabe en Palestine, qui durera jusqu'en 1939. Celle-ci est marquée par des attaques contre les Britanniques et les civils juifs.
Jabotinsky accepte progressivement, parfois avec réserves, la décision de la milice juive de droite, proche du parti révisionniste, l'Irgoun, de se livrer à des représailles aveugles contre la population arabe. Il devient le responsable officiel de l'Irgoun (il n'aura qu'un commandement lointain et très général).
Le 16 avril 1936, en réponse à l'assassinat de deux juifs la veille, l'Irgoun tue deux ouvriers agricoles dans une orangeraie. La généralisation des attaques contre les civils date cependant de 1937, après le départ vers la Haganah du responsable de l'Irgoun, Avraham Tehomi, et de ses partisans, plus modérés. En 1936, Jabotinsky joue d'ailleurs encore un rôle modérateur, adjurant « ses partisans de faire preuve de retenue, aussi longtemps qu'il existera une chance de reconstituer une Légion juive avec le soutien de la Grande-Bretagne ».
Mais après la scission, la modération est remise en cause. Jabotinsky écrit à la direction de l'IZL « si les troubles reprennent et s'accompagnent d'attaques contre des juifs, ne vous retenez pas ». À Alexandrie, en juillet 1937, il indique cependant à ses troupes qu'il préfère éviter le terrorisme aveugle : « Je ne vois nul héroïsme à tirer sur un fellah venu vendre ses légumes à Tel Aviv, ni le bénéfice politique que nous pourrions en tirer ».
La question de la violence agite l'organisation tout 1937. Robert Bitker (en) (un ex-officier des armées blanches de la guerre civile russe) devient le nouveau responsable de l'Irgoun d'après la scission, à laquelle sont restés fidèles 1 700 combattants. Peu apprécié de ses hommes, il est remplacé à l'automne 1937 par Moshe Rosenberg. Hostile au terrorisme, celui-ci est rapidement remplacé par David Ratziel. C'est ce dernier qui organise les représailles du « dimanche noir », le 14 novembre 1937, où 8 passants (6 hommes et 2 femmes) sont abattus.
Preuve de l'influence lointaine de Jabotinsky, pourtant chef politique officieux de l'organisation, l'Irgoun s'est lancé dans la violence contre les civils palestiniens sans son autorisation. Ces attaques valent à l'Irgoun la réprobation des instances officielles du Yishouv et de la Haganah, ainsi que la qualification d'organisation terroriste par les Britanniques. « Des dizaines de cadres du parti révisionniste et du Betar sont placés en détention administrative. Des tribunaux militaires sont instaurés, la possession illégale d'armes devient passible de la peine de mort. [...] L'Irgoun doit interrompre ses attaques fin 1937 ».
Mais le 29 juin 1938, un militant de l'Irgoun, Shlomo Ben Yosef (en), arrêté pendant la préparation d'un attentat en 1937, est pendu par les Britanniques. La réaction de l'Irgoun sera violente. Il est décidé de ne pas viser les Britanniques, pour ne pas pousser trop loin l'épreuve de force. Alors que la grande révolte arabe se calmait, il est décidé de cibler la population arabe. « Il faut créer une situation où la vie d'un Arabe ne vaudra pas plus que celle d'un rat. Comme ça, tout le monde comprendra que les Arabes sont de la merde, que nous sommes nous et non eux les véritables maîtres du pays ». Jabotinsky approuve la nouvelle orientation. (Voir aussi L'Irgoun et la question de la violence.)
Le 27 février 1939, 27 Arabes sont tués au hasard dans les rues de Haïfa, Tel Aviv et Jérusalem, ce qui entraîne les félicitations de Jabotinsky : « votre réponse aux manifestations de victoire des ennemis de l'État juif a produit un effet énorme et positif. »
Le bilan politique de ces actions pour le révisionnisme semble finalement plutôt négatif. L'utilisation de la violence aveugle contre les civils est largement condamnée par le Yichouv et isole la droite nationaliste, l'Irgoun et Jabotinsky.
Fin 1939, la Seconde Guerre mondiale entraîne l'arrêt des actions de l'Irgoun, qui décide de soutenir le Royaume-Uni contre le Troisième Reich.

## Le «plan d'évacuation»

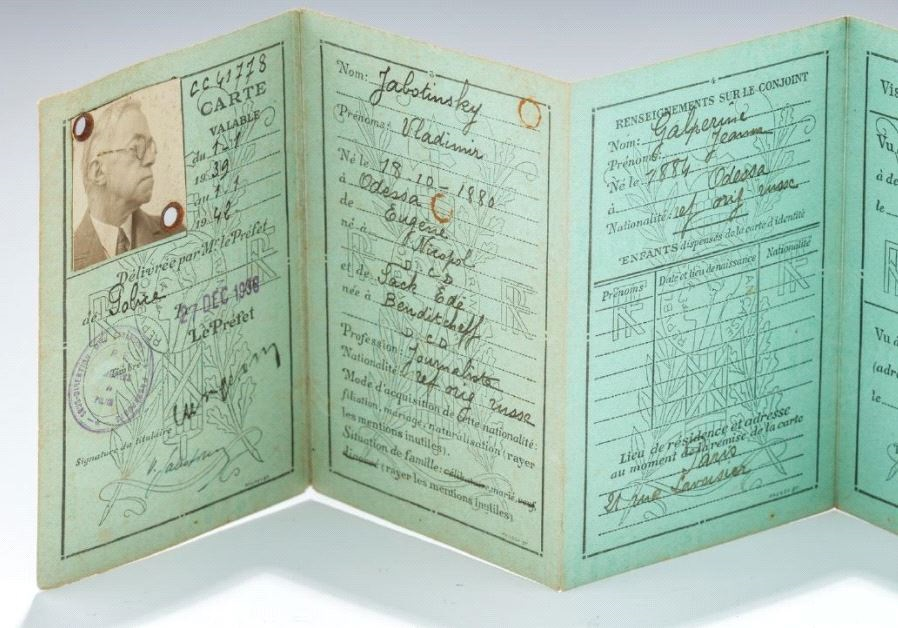
Carte d'identité française de Jabotinsky du 27 décembre 1938

Dans les années 1930, Jabotinsky est marqué par une inquiétude croissante pour le sort des Juifs en Europe.
En 1936, il présente un « plan d'évacuation ». Ce plan propose l'évacuation de la population juive tout entière de la Pologne vers la Palestine. Le « plan d'évacuation » cause une vive polémique au sein de la communauté juive polonaise, certains l'applaudissant tandis que la majorité le rejette, estimant qu'il fait le jeu des antisémites polonais qui souhaitaient le départ des Juifs. Le fait que le gouvernement polonais (souvent taxé d'antisémitisme) ait apporté un certain soutien à ce plan a d'ailleurs joué contre celui-ci.
De toute façon, les Britanniques n'étaient pas prêts à accepter 3,5 millions de Juifs en Palestine, pas plus que ceux-ci ne voulaient majoritairement partir.
Deux ans après, en 1938, Jabotinsky indique dans un discours que les Juifs polonais « vivaient au-dessus d'un volcan » et avertit qu'une vague de « super-pogroms » sanglants se produiraient en Pologne dans un proche avenir.

## Mort de Jabotinsky

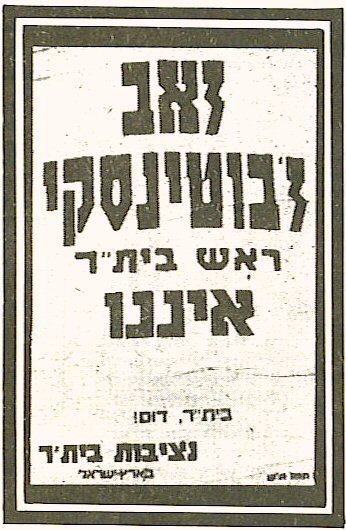
Notice nécrologique publiée par le Betar après la mort de Jabotinsky.

Vladimir Jabotinsky meurt en août 1940 d'une crise cardiaque, lors d'une visite dans un camp d'été du Betar, aux États-Unis.
Son souhait d'être enterré dans le futur État juif se réalise grâce aux efforts du premier ministre travailliste, Levi Eshkol, qui succéda à David Ben Gourion, lequel était un ennemi juré de Jabotinsky. Les restes de Jabotinsky et de sa femme ont ainsi été transférés au mont Herzl en 1964.

## L'œuvre littéraire
Surtout connu pour être le fondateur de la droite israélienne, Jabotinsky a aussi une œuvre littéraire importante : poésie, articles de journaux, romans et nouvelles.

## Héritage politique

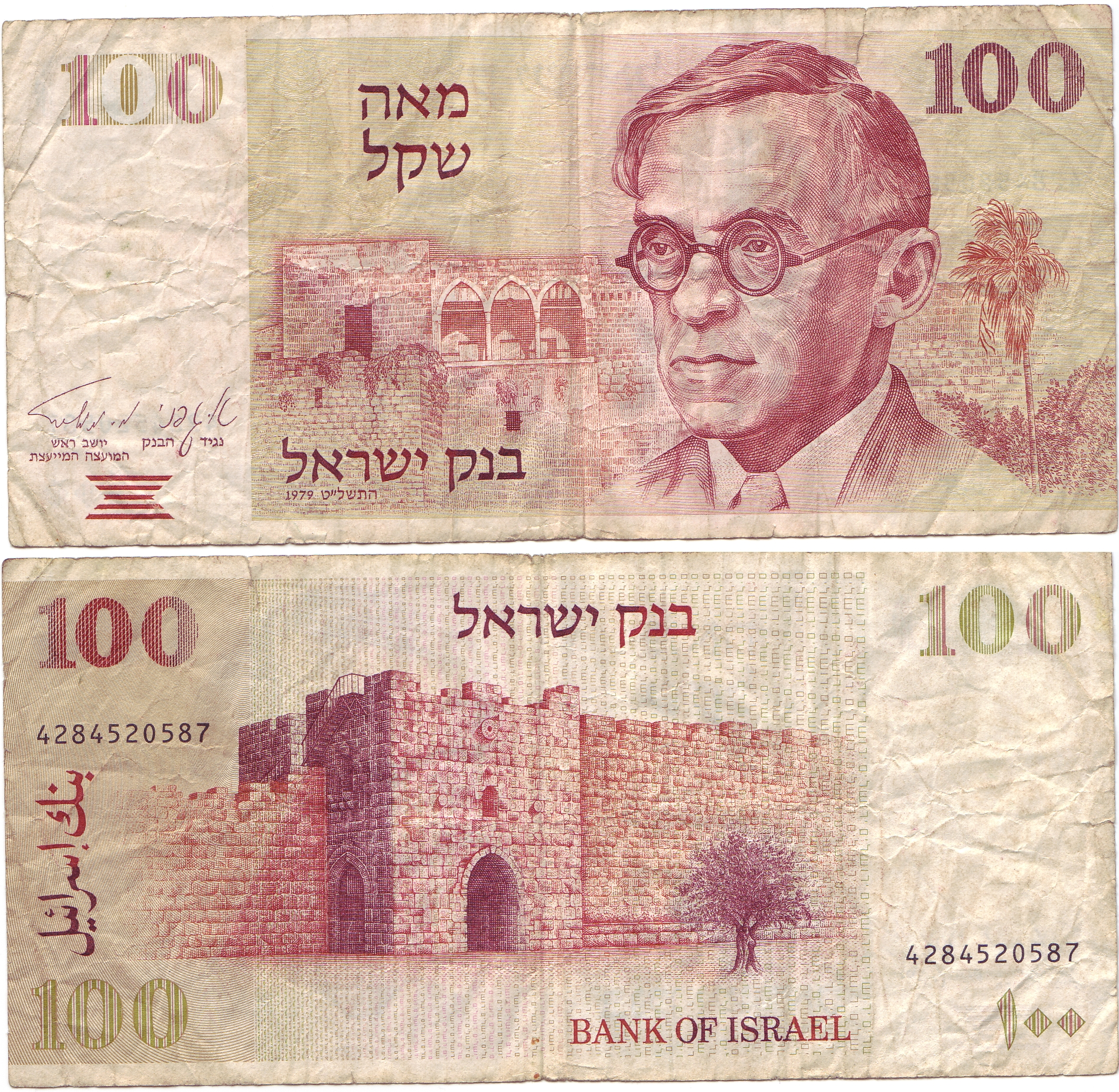
Un billet de banque israélien datant du gouvernement Begin (1979), et montrant son attachement à l'héritage de Jabotinsky.

De nombreuses personnalités politiques de la droite israélienne se réclameront de l'héritage de Jabotinsky. Parmi elles, on peut citer Menahem Begin, qui dirigea l'Irgoun à partir de 1943, avant de devenir, au soir de sa vie, le premier ministre de l'État d'Israël qui signera le premier traité de paix avec un pays arabe, l'Égypte, en 1977.
Le Hérout (liberté) formé par Menahem Begin après l'indépendance d'Israël est l'héritier du parti révisionniste. Fondé en 1973, le Likoud, le grand parti de la droite israélienne, formé autour du Hérout, en est le prolongement actuel.
Le rattachement de la Jordanie au territoire juif, qui avait été la raison de la création du sionisme révisionniste par Jabotinsky en 1925 est par contre abandonné depuis longtemps par les héritiers du révisionnisme. On note tout de même que sur certains insignes du Betar, on trouve toujours  une carte d'Eretz Israël (la terre d'Israël) qui inclut la Jordanie.
L'abandon de la revendication sur la Jordanie a d'ailleurs servi à beaucoup au sein du Likoud pour indiquer qu'un compromis territorial au bénéfice des « Palestiniens » d'avant 1922 (les Jordaniens) avait déjà eu lieu. Dès lors, l'abandon de 78 % de la Palestine (la Palestine mandataire d'avant 1922, incluant la Jordanie) aux Arabes avait déjà permis la création d'un État palestinien : la Jordanie. En conséquence, il ne serait pas légitime de créer un second État palestinien à l'ouest du Jourdain. On lit dans cette argumentation un lointain reste de l'ancienne revendication des révisionnistes sur la Jordanie.

#### Œuvres de Jabotinsky
- Die jüdische Legion im Weltkrieg, 1930, Zionistischer Bücher-Bund/Berlin.
- Romans:
- Richter und Narr, ein biblischer Roman, 1932, Meyer & Jessen/Verlag, München.
- Les Cinq, éd. des Syrtes, 2006,  (ISBN 2-84545-121-0) dont la traduction par Jacques Imbert a emporté une mention spéciale au Prix Russophonie 2007.
- Samson le nazir, éd. des Syrtes 2008, traduit du russe par Luba Jurgenson.
- Histoire de ma vie, éditions Les Provinciales, traduit de l'hébreu par Pierre Lurçat, 2011.
- La rédemption sociale : éléments de philosophie sociale de la Bible hébraïque, traduit de l'hébreu par Pierre Lurçat, 2021.
- Questions autour de la tradition juive: Suivi de : État et religion dans la pensée du “Rosh Betar”, traduit de l'hébreu par Pierre Lurçat, La Bibliothèque sioniste 2021.
- Le Mur de fer, Les Arabes et nous, traduit de l'hébreu et préfacé par Pierre Lurçat, La Bibliothèque sioniste 2022.

#### Études
- Tom Segev, Le septième million, Liana Levi, Col. Piccolo (janvier 2003, première édition, novembre 1993)  (ISBN 2-86746-317-3)
- (en) Hillel Halkin, Jabotinsky : A life, Yale university press, coll. « Jewish lives », 2014, 246 p. (ISBN 978-0-300-13662-3, lire en ligne)
- Daniel Kupfert Heller, Jabotinsky's children : Polish Jews and the rise of right-wing Zionism, Princeton University Press, 2017  (ISBN 9780691174754),
- Walter Laqueur : Histoire du sionisme, t. II, éd. Gallimard, Tel, 1994,  (ISBN 2070739929).